# Kordiljeri
Kordiljeri su veliki planinski lanac uz zapadnu obalu Sjeverne i Južne Amerike. Između više usporednih planinskih nizova nalaze se duboke doline i ravnjaci. Najjače su izdignuti za vrijeme alpske orogeneze (u tercijaru), a tektonska aktivnost i danas se očituje u brojnim vulkanima i čestim potresima. 
Kordiljeri Južne Amerike nazivaju se Ande. 
U Sjevernoj Americi Kordiljeri se pružaju okomito na smjer glavnih vjetrova sa zapada, pa u unutarnjosti uvjetuju pustinje i polupustinje sa slanim jezerima. Veliko rudno bogatstvo te hidroenergija temelj su jakoj industriji u primorju. 
Kordiljeri su velika barijera između istočne i zapadne obale Sjeverne Amerike. Važnošću i visinom posebno se ističe istočni niz Kordiljera, Rocky Mountains (Stjenjak).